# Градишче при Луковици
Градишче при Луковици (словен. Gradišče pri Lukovici) је насељено место у општини Луковица, Средњесловенска регија, Словенија.

## Историја
До територијалне реорганизације у Словенији било је у саставу старе општине Домжале.

## Становништво
У попису становништва из 2011. године, Градишче при Луковици је имало 228 становника.
| Број становника према пописима | Број становника према пописима | Број становника према пописима |
| ------------------------------ | ------------------------------ | ------------------------------ |
| 1991                           | 2002                           | 2011                           |
| 157                            | 200                            | 228                            |

Напомена: До 1953 исказивано под именом Градишче.